# مهرجان كاندا

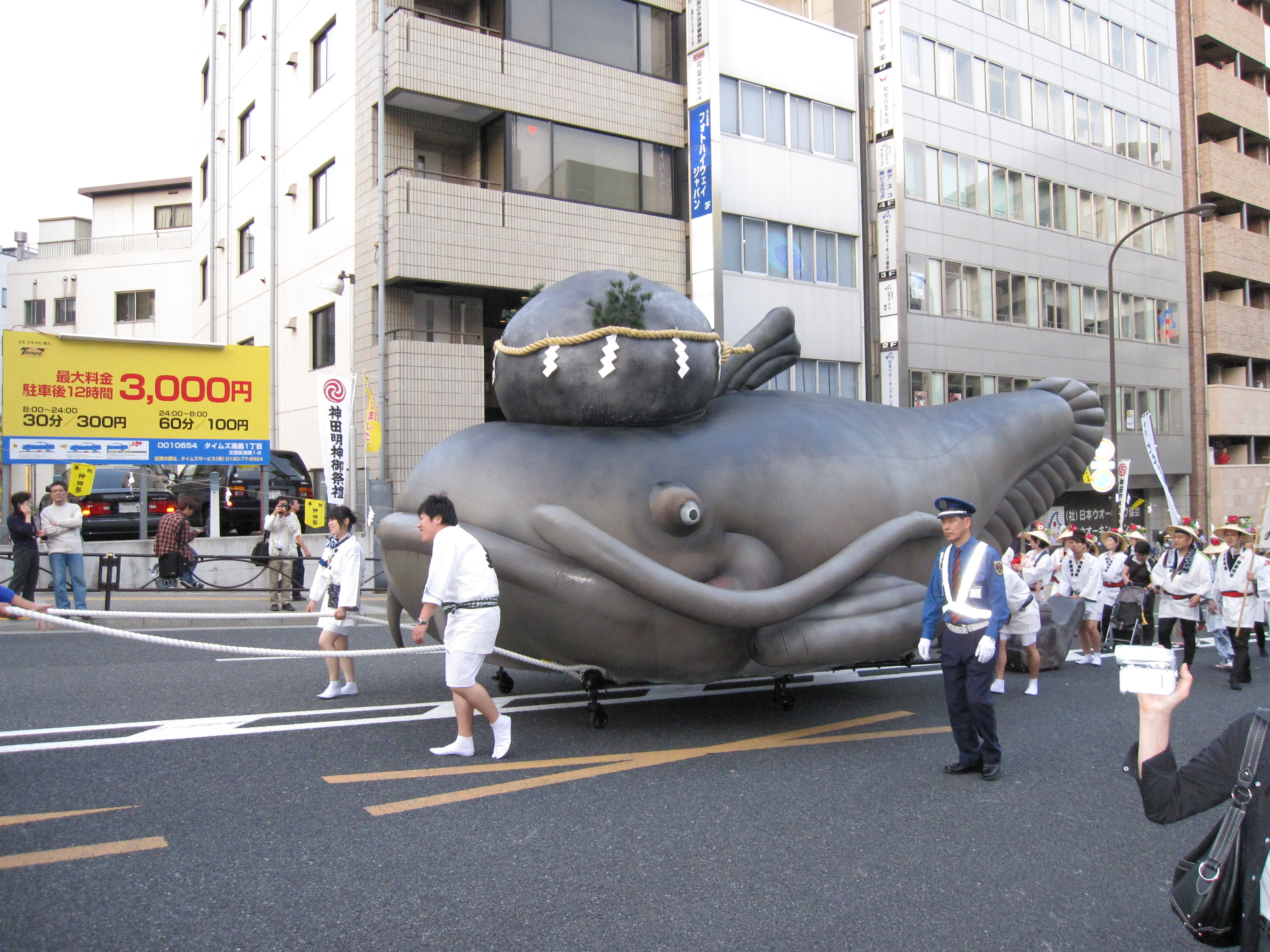
مهرجان كاندا 2009.

مهرجان كاندا (باليابانية: 神田祭 كاندا ماتسوري) هو مهرجان (ماتسوري) يقام في ضريح كاندا، طوكيو. يعتبر كاندا ماتسوري أحد ثلاث أكبر مهرجانات الشنتو في طوكيو.
بدأ المهرجان في القرن السابع عشر كاحتفال لانتصار توكوغاوا إياسو لانتصاره في معركة سكيغاهارا واستمر لإظهار نصر توكوغاوا في فترة إدو. الشكل الحالي من المهرجان يعقد لتمجيد الكامي في كاندا ميوجين.
يعقد المهرجان في يومي السبت والأحد الأقرب إلى منتصف شهر مايو كل عامين (في الأعوام الفردية) بالتبادل سنويا مع مهرجان سانّو.

## وصلات خارجية
- الموقع الرئيسي لمهرجان كاندا